# 中村兼三
中村 兼三（なかむら けんぞう、1973年10月18日 - ）は、日本の柔道家。1996年アトランタオリンピック柔道男子71kg級金メダリスト。福岡県福岡市出身。東海大学卒業。身長178cm。得意技は内股、寝技。兄の佳央、行成とともに中村三兄弟と呼ばれた。

## 来歴

### 生い立ち
1973年、福岡県福岡市で八百屋を営む中村家に、三男として生まれる。
幼稚園児だった5歳の時に、長男・佳央の影響で地元の東福岡柔道教室へ次男・行成と共に通い始め、当初は遊び感覚ながら柔道を始めた。
ロサンゼルス五輪での山下泰裕の金メダルに感激し、両兄と「3人で五輪に行こう」と話して真剣に柔道に取り組み始めたが、兄達とは対照的に際立った才能もない兼三は試合結果も平々凡々で、母親から柔道をやめるよう何度も言われたほか、教師から持久力を見込まれ陸上競技への転向を勧められた事もあった。
香椎第３中学校時代は佳央らの胸も借りて稽古し、中学3年次には満を持して全中の九州予選に出場。兄らが応援に駆け付けてくれた中での試合だったが、兼三は奥襟による反則であっさりと敗退してしまった。兼三はこの試合での敗北について、「自分の柔道人生で一番へこんだシーン」「強くなりたい気持ちが芽生えたきっかけ」と後に語っている。
中学を卒業すると、兄達も進学した東海大五高の監督にスカウトされ、同校へ進んだ。高校時代には、ある程度のセンスが不可欠な立技ではなく、練習量がモノをいう寝技を重点的に練習して寝技を中心とする勝ちパターンを会得すると、遅まきながら徐々に頭角を現していった。高校3年次の1991年には軽量級の体格ながら体重無差別で行われる春の高校選手権で3位に食い込むと、夏のインターハイでは準決勝までオール一本勝ちという快進撃で優勝を飾った。また11月の全日本新人体重別選手権（71kg級）で2位に入り、同大会の65kg級を制した兄・行成と兄弟で表彰台にあがった。

### 東海大学へ入学
高校卒業後は兄達と同様、名門・東海大学へ進学した。1992年の春の事であった。
東海大学でも練習を寝技中心のスタイルとし、出稽古に来ていた韓国選手達とも積極的に稽古して練習相手の1人であったユン・ドンシクの独特の横三角絞を吸収し、これに独自の改良を加えると、後に横三角絞は兼三の最大の武器として永く用いた。
一方、大会では、減量等の影響もあり結果がついてこず、兼三は焦りを感じていた。大学2年次の講道館杯では「負ければ階級を上げる」という覚悟で臨んだが、兼三はしぶとく勝ち上がり決勝では自衛隊体育学校の酒井英幸に勝って優勝を飾った。
シニア大会を初めて制して勢い付くと、2カ月後の全日本学生体重別選手権では2年生ながら優勝、また全日本選抜体重別選手権でも3位という成績を残し、当時の71kg級において、秀島大介らと共に古賀稔彦を追う有力候補として数えられた。9月の世界選手権では秀島が日本代表となり兼三は出場を逃したが、全日本体重別選手権では1994年に3位、翌95年には準優勝を飾り、また講道館杯においても95年には2度目の優勝を飾り、この階級の顔となっていった。1995年の世界選手権でも秀島に代表の座を譲るが、同年のユニバーシアード（福岡）やアジア選手権（ニューデリー）に加え、大学卒業も間近に迫った翌96年2月にフランス国際で金メダルを獲得するなど、国際舞台での実績も着実に積み上げていった。1996年春、東海大学を卒業。

### アトランタでの死闘
1996年、やはり兄達に続き旭化成に入社。五輪選考会となった入社後すぐの全日本体重別選手権で初優勝を飾り、2人の兄と共にアトランタ五輪の日本代表に選出された。
この頃には横三角絞から崩上四方固への連絡技を得意として“平成の寝技王”とも称され、兼三自身が「何をしても疲れないし、試合に出ても息が上がらなかった」「自信があった」と語る通り、選手としての絶頂期を迎えていた。欧州合宿に赴いた際の現地選手との練習では『効果』ポイントすら許さなかったエピソードも残っている。
|          | 対戦相手     | 対戦相手     | 結果                  |
| -------- | ------------ | ------------ | --------------------- |
| 2回戦    | オーストリア | シュライハー | 袖釣込腰（1分2秒）    |
| 3回戦    | アルジェリア | ハルカ       | 崩上四方固（1分31秒） |
| 4回戦    | ドイツ       | シュミット   | 内股（4分12秒）       |
| 準決勝戦 | モンゴル     | ボルバタール | 優勢勝                |
| 決勝戦   | 韓国         | 郭大成       | 優勢勝                |

7月の五輪本番では、他の階級の日本代表であった小川直也、古賀稔彦、吉田秀彦や兄の佳央ら世界チャンピオンが揃って金メダルを逃すという苦しい展開の中、兼三の出場する71kg級の試合当日（7月24日）を迎えた。
前年の夏から公式試合37連勝の兼三は「攻める事だけを考えていた」という言葉通りに2~4回戦まで一本勝ちを飾る。しかし決勝戦では、両者攻め手を欠き、中盤まで両者ともポイントは指導のみ。しかし、2分過ぎに中村に注意が与えられ、郭がポイントリード。リードした郭は受けに徹して、中村も万事休したかと思われたが、残り3秒で審判が郭の技の掛け逃げに対し注意を与え、土壇場で並んだ。勝敗は判定に持ち込まれ、赤（中村）2本、白（郭）1本で、中村が薄氷の勝利をもぎ取った。三兄弟の中で一番才能が無いと言われてきた兼三が、両兄の成し得なかった五輪の金メダリストとなった瞬間だった。
旗判定で勝利がわかった後に思わず出たガッツポーズは、それまでの兼三の柔道人生が決して平坦ではなかった事を物語っていた。しかし対戦相手の郭が畳を叩いて悔しがるのを見て、兼三もすぐにガッツポーズをやめている。

### 五輪以降から引退まで
五輪翌年の1997年、兼三は世界選手権（パリ）に出場し、決勝では地元フランスの選手で五輪3位のクリストフ・ガグリアーノを破って世界選手権初出場・初優勝を成し遂げた。
しかし20代も半ばに差し掛かったこの頃から徐々に陰りが見え始め、世界チャンピオンとして臨んだ1998年のアジア大会ではサンボの経験もあるモンゴルのハリウム・ボルドバータルに敗れ、まさかの準優勝。1999年の世界選手権（バーミンガム）でも3回戦で敗退した。
それでも国内大会では全日本体重別選手権で98年から3連覇や講道館杯で2000年優勝という成績を残し、73kg級の第一人者として、2000年のシドニー五輪への切符を手にした。「優勝したら引退」を決意して臨む2度目の五輪だったが、4回戦で韓国のチョイの前に一本負けを喫し、敗者復活戦でも敗れてメダル獲得はならなかった。3度目の五輪を目指し現役続行を決断した兼三だったが、この頃には通常時の体重も80kgまで増えていたため学生時代から続けてきた軽量級を捨て、階級を軽中量級（81kg級）へ変更。翌01年の世界選手権（ミュンヘン）には81kg級の代表として出場するが、結果は5位であった。
自身の柔道に限界を感じた兼三は、同じ東海大学出身で、兼三と同様に寝業師として一世を風靡した国際武道大学教員の柏崎克彦の元へ向かい、その指導を受けた。
全盛期は過ぎたものの全日本選抜体重別選手権で01年準優勝、02年優勝と引き続き好成績を残したほか、2003年には嘉納杯やフランス国際を立て続けに制し存在感を示して、同年に大阪で開催される世界選手権の代表候補争いに踏みとどまるが、選考会となる03年の体重別選手権では決勝戦で秋山成勲に開始わずか13秒で一本負けを喫した。その後はアテネ五輪に照準を絞るも、五輪選考会の04年体重別選手権で小野卓志の内股で宙を舞った。兼三はこの大会をもって、現役生活にピリオドを打った。

### 引退後
引退後は2004年より旭化成柔道部のコーチ、全日本ジュニアコーチ、2005年より全日本シニア専任コーチ、2013年より旭化成柔道部の監督、2019年より旭化成柔道部の総監督を務めている。インタビューで「メリハリをつけて選手を強化したい 」「（選手には）柔道を通して学び､可能性を広げてほしい」と語っていた。2016年9月には新たに全日本の男子強化副委員長に就任した。任期は2020年の東京オリンピックまでとなる。
プライベートでは、2007年11月に同じく元柔道選手でアジア王者の長井淳子と結婚した。

## 戦績
- 1991年：全国高校柔道選手権（無差別）3位
- 1991年：国際高校柔道選手権大会　優勝
- 1991年：全国高等学校総合体育大会（柔道・軽中量級）優勝
- 1993年：講道館杯全日本柔道体重別選手権大会（71kg級）優勝
- 1993年：正力杯全日本学生柔道大会（71kg級）優勝
- 1994年：フランス国際柔道大会（71kg級）3位
- 1995年：全日本選抜柔道体重別選手権大会（71kg級）準優勝
- 1995年：正力杯全日本学生柔道大会（71kg級）優勝
- 1995年：福岡ユニバーシアード（71kg級）優勝
- 1995年：講道館杯全日本柔道体重別選手権大会（71kg級）優勝
- 1995年：アジア柔道選手権（71kg級）優勝
- 1996年：フランス国際柔道大会（71kg級）優勝
- 1996年：全日本選抜柔道体重別選手権大会（71kg級）優勝
- 1996年：アトランタ五輪（柔道・71kg級）優勝
- 1997年：全日本選抜柔道体重別選手権大会（71kg級）準優勝
- 1997年：パリ世界柔道選手権大会（71kg級）優勝
- 1998年：フランス国際柔道大会（73kg級）準優勝
- 1998年：全日本選抜柔道体重別選手権大会（73kg級）優勝
- 1998年：バンコクアジア競技大会（73kg級）準優勝
- 1999年：全日本選抜柔道体重別選手権大会（73kg級）優勝
- 2000年：ロシア国際柔道大会（73kg級）優勝
- 2000年：全日本選抜柔道体重別選手権大会（73kg級）優勝…3連覇
- 2000年：アジア柔道選手権（73kg級）優勝
- 2000年：講道館杯全日本柔道体重別選手権大会（81kg級）優勝
- 2001年：フランス国際柔道大会（81kg級）優勝
- 2001年：ミュンヘン世界柔道選手権大会（81kg級）5位
- 2002年：全日本選抜柔道体重別選手権大会（81kg級）優勝…5回目
- 2003年：嘉納杯国際柔道大会（81kg級）優勝
- 2003年：フランス国際柔道大会（81kg級）優勝